# مايك جود
مايك جود (بالإنجليزية: Mike Judd)‏ هو لاعب كرة قاعدة أمريكي، ولد في 30 يونيو 1975.

## وصلات خارجية
- مايك جود على موقعبيزبول رفرنس.كوم (الدوري الرئيسي) (الإنجليزية)
- مايك جود على موقعبيزبول رفرنس.كوم (الدوري الثانوي) (الإنجليزية)
- مايك جود على موقع مشجعي الرسوم البيانية (الإنجليزية)